# Trautmannsdorf an der Leitha
Trautmannsdorf an der Leitha ist eine Marktgemeinde mit 2929 Einwohnern (Stand 1. Jänner 2025) im Bezirk Bruck an der Leitha in Niederösterreich.

## Geografie
Im südlichen Teil des Ortes, parallel zur Hauptstraße, wird die Gemeinde von der Leitha durchquert. Die Fläche der Marktgemeinde umfasst 35,44 Quadratkilometer und ist somit die fünftgrößte Gemeinde im Bezirk (nach Himberg, Schwechat, Prellenkirchen und Sommerein). Von der Fläche sind 77 Prozent landwirtschaftliche Nutzfläche und 10 Prozent sind bewaldet.

### Gemeindegliederung
Das Gemeindegebiet umfasst vier Ortschaften, Katastralgemeinden und Zählsprengel (in Klammern Einwohnerzahl Stand 1. Jänner 2025):
- Gallbrunn (738)
- Sarasdorf (656)
- Stixneusiedl (570)
- Trautmannsdorf an der Leitha (Hauptort, KG Trautmannsdorf, 965)

### Nachbargemeinden
| Enzersdorf an der Fischa |                                             | Göttlesbrunn-Arbesthal                      |
| Götzendorf an der Leitha | Kompassrose, die auf Nachbargemeinden zeigt | Bruck an der Leitha                         |
|                          | Sommerein                                   | (Bruckneudorf, Bez. Neusiedl a.S., Bgld.) ∗ |

∗ Bruckneudorf grenzt um ca. 100 m nicht an, da sich dort Sommerein und Bruck treffen.

## Geschichte
Der Name geht vermutlich auf einen Ministerialen namens Trutman (Trautmann) zurück, der um das Jahr 1100 mit dem Kloster Göttweig sein Gut gegen einen Besitz apud Lithah tauschte. Es wurde ein Wehrbau mit sieben Bollwerken, zwei Wassergräben, drei Zwingern und einem Turm errichtet, um Einfälle aus dem Osten abwehren zu können.
Bei der ersten Wiener Türkenbelagerung 1529 standen die Türken (Osmanen) vor Trautmannsdorf und belagerten die Feste. 1683 wurde sie abermals belagert, konnte aber gehalten werden.
Mit der NÖ. Kommunalstrukturverbesserung wurde 1968 Trautmannsdorf mit Sarasdorf verbunden und 1972 auch die Orte Gallbrunn und Stixneusiedl eingemeindet.
Die KG Stixneusiedl feierte 2014 ihr 700-jähriges Jubiläum.

### Einwohnerentwicklung
| Trautmannsdorf an der Leitha: Einwohnerzahlen von 1869 bis 2025 | Trautmannsdorf an der Leitha: Einwohnerzahlen von 1869 bis 2025 | Trautmannsdorf an der Leitha: Einwohnerzahlen von 1869 bis 2025 | Trautmannsdorf an der Leitha: Einwohnerzahlen von 1869 bis 2025 | Trautmannsdorf an der Leitha: Einwohnerzahlen von 1869 bis 2025 |
| --------------------------------------------------------------- | --------------------------------------------------------------- | --------------------------------------------------------------- | --------------------------------------------------------------- | --------------------------------------------------------------- |
| Jahr                                                            |                                                                 |                                                                 |                                                                 | Einwohner                                                       |
| 1869                                                            | 1869                                                            |                                                                 | 2.253                                                           | 2.253                                                           |
| 1880                                                            | 1880                                                            |                                                                 | 2.501                                                           | 2.501                                                           |
| 1890                                                            | 1890                                                            |                                                                 | 2.560                                                           | 2.560                                                           |
| 1900                                                            | 1900                                                            |                                                                 | 2.571                                                           | 2.571                                                           |
| 1910                                                            | 1910                                                            |                                                                 | 2.533                                                           | 2.533                                                           |
| 1923                                                            | 1923                                                            |                                                                 | 2.511                                                           | 2.511                                                           |
| 1934                                                            | 1934                                                            |                                                                 | 2.439                                                           | 2.439                                                           |
| 1939                                                            | 1939                                                            |                                                                 | 2.401                                                           | 2.401                                                           |
| 1951                                                            | 1951                                                            |                                                                 | 2.393                                                           | 2.393                                                           |
| 1961                                                            | 1961                                                            |                                                                 | 2.306                                                           | 2.306                                                           |
| 1971                                                            | 1971                                                            |                                                                 | 2.241                                                           | 2.241                                                           |
| 1981                                                            | 1981                                                            |                                                                 | 2.316                                                           | 2.316                                                           |
| 1991                                                            | 1991                                                            |                                                                 | 2.529                                                           | 2.529                                                           |
| 2001                                                            | 2001                                                            |                                                                 | 2.686                                                           | 2.686                                                           |
| 2011                                                            | 2011                                                            |                                                                 | 2.785                                                           | 2.785                                                           |
| 2021                                                            | 2021                                                            |                                                                 | 2.965                                                           | 2.965                                                           |
| 2025                                                            | 2025                                                            |                                                                 | 2.929                                                           | 2.929                                                           |
| Quelle(n): Statistik Austria, Gebietsstand 1.1.2021             |                                                                 |                                                                 |                                                                 |                                                                 |

## Kultur und Sehenswürdigkeiten

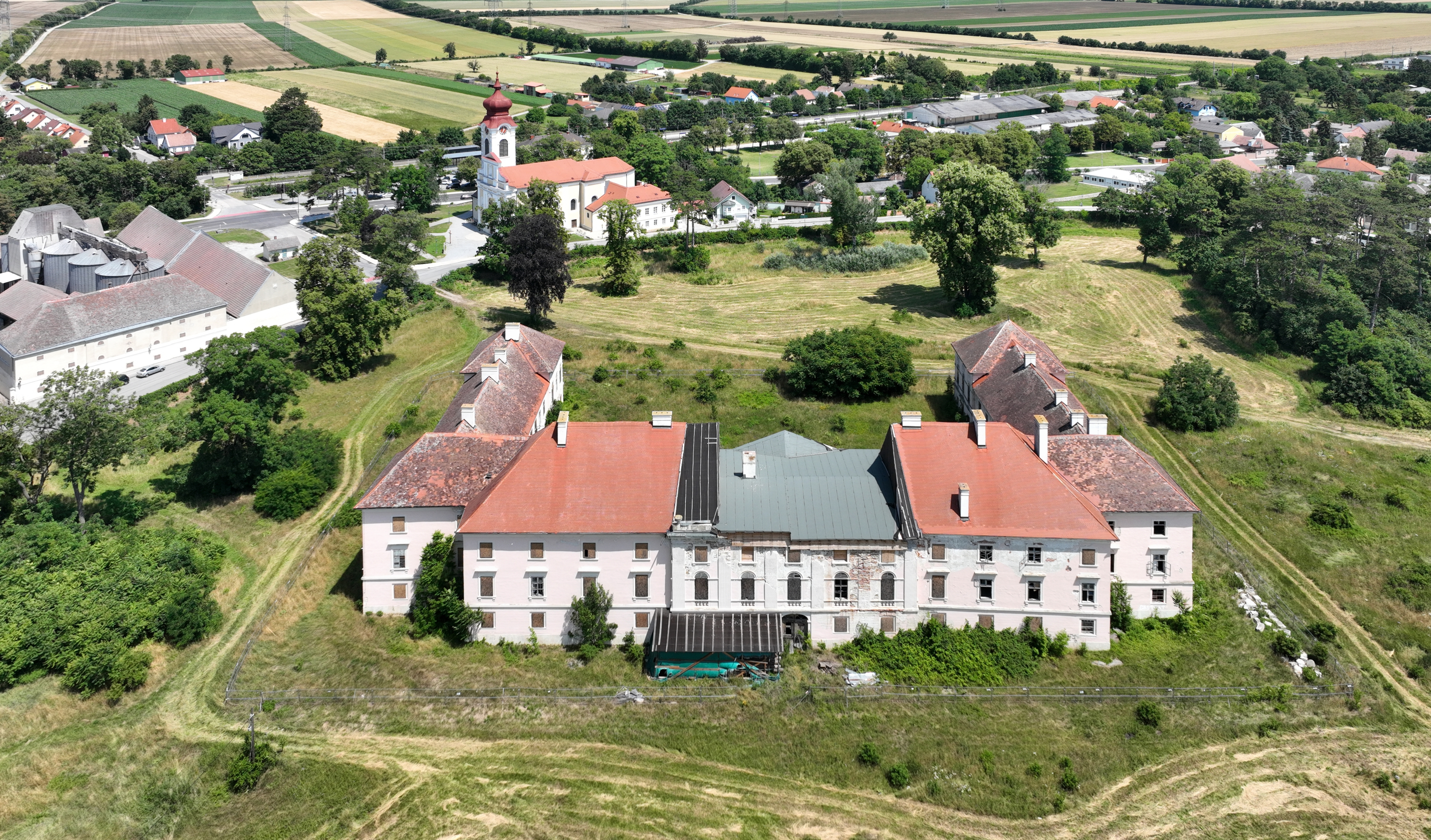
Schloss Batthyány

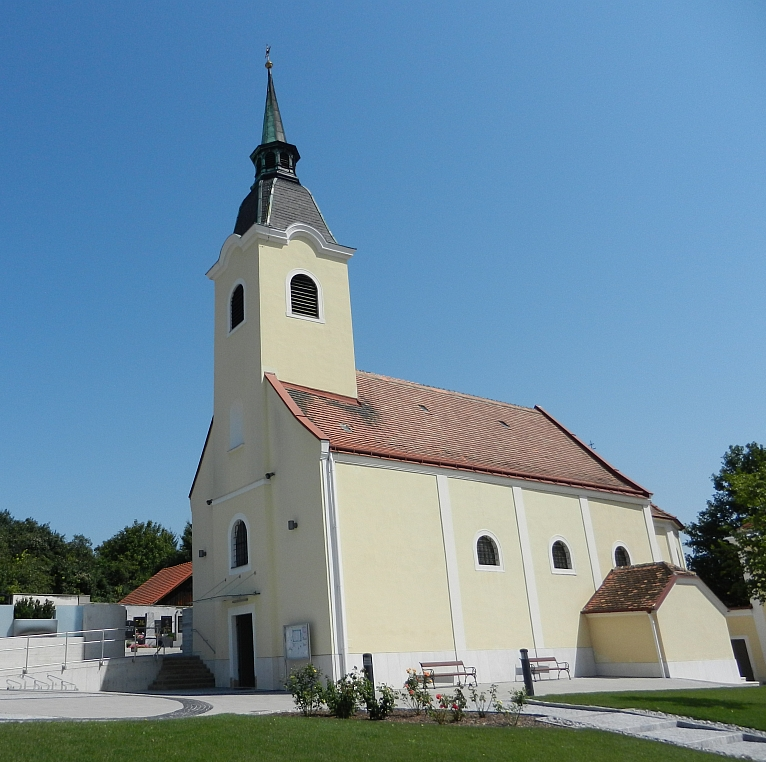
Pfarrkirche Gallbrunn

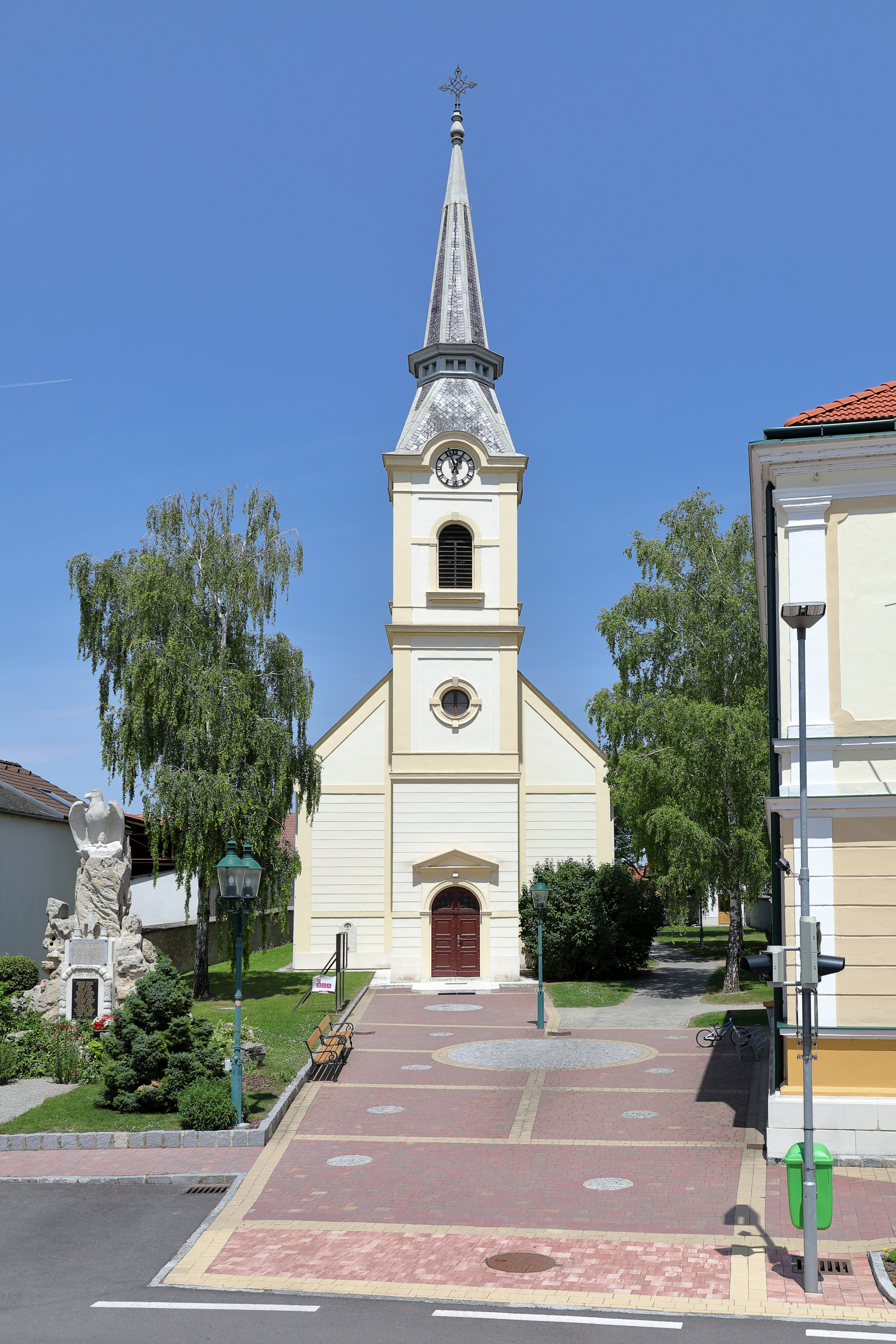
Pfarrkirche Sarasdorf und links das Kriegerdenkmal

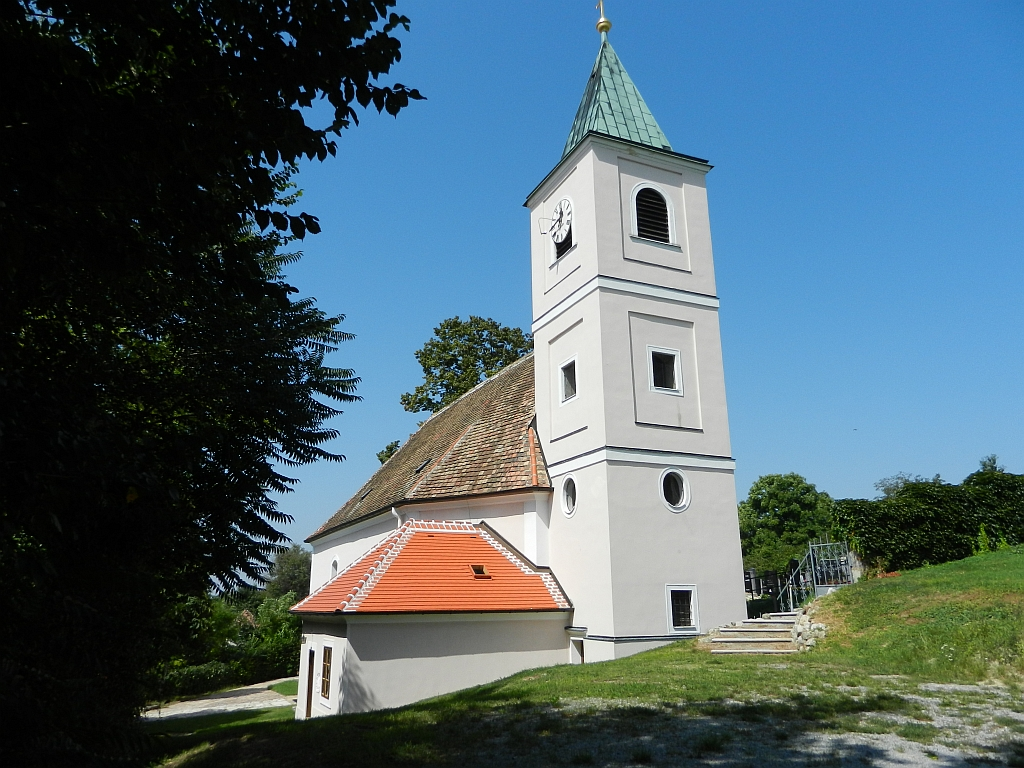
Pfarrkirche Stixneusiedl

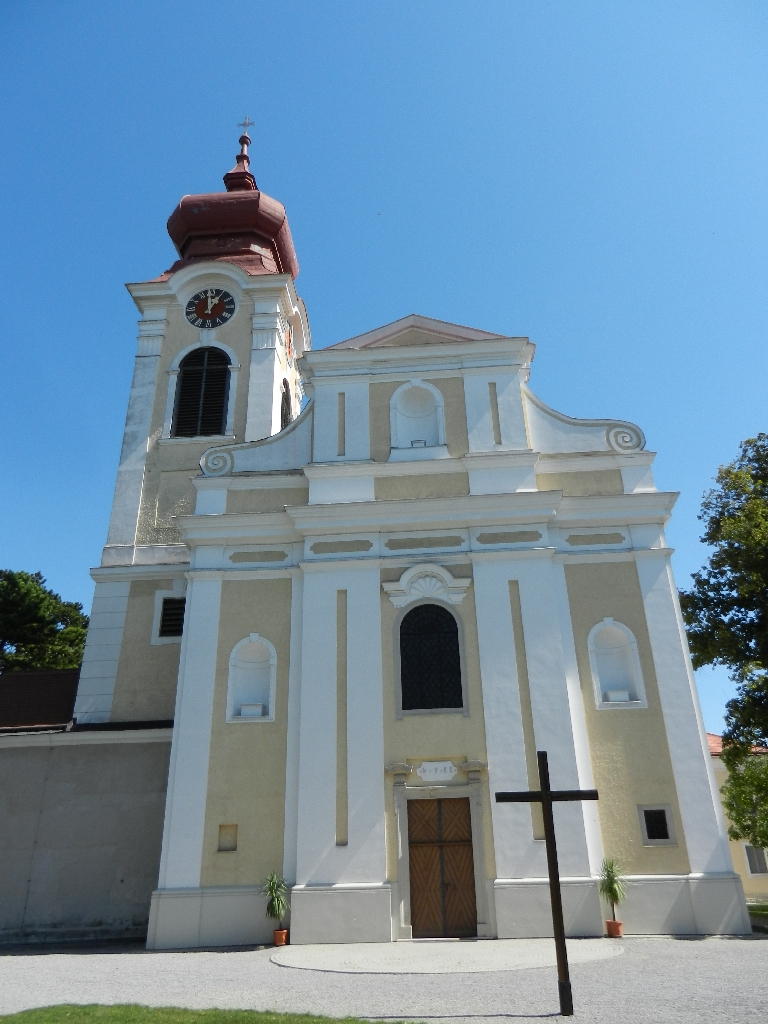
Pfarrkirche Trautmannsdorf an der Leitha

### Bauwerke
- Schloss Batthyány: Das im klassizistischen Stil errichtete Schloss liegt im Ortszentrum in einem Park. Es war im Besitz der Familie Batthyány, bevor es im April 2014 verkauft wurde. Das Schloss ist beim östlichen Anflug auf den Flughafen Wien-Schwechat gut sichtbar, zeigt aber beim näheren Anblick aufgrund jahrzehntelangen Leerstandes erheblichen Sanierungsbedarf.[7][8]
- Katholische Pfarrkirche Gallbrunn hl. Florian
- Katholische Pfarrkirche Sarasdorf hl. Ulrich
- Katholische Pfarrkirche Stixneusiedl Hll. Peter und Paul
- Katholische Pfarrkirche Trautmannsdorf an der Leitha hl. Katharina

### Vereine
- TJ: Trautmannsdorfer Jugend (ehemals Dorfjugend Trautmannsdorf)
- JVP: Junge ÖVP
- GJ: Gallbrunner Jugend
- TheTra: Theater Trautmannsdorf
- VEG: Verein zur Erhaltung und Verbesserung des Gallbrunner und Stixneusiedler Lebensraumes
- Trau.Di!: BI Trautmannsdorf Direkt (Bürgerinitiative für mehr Lebensqualität, Mitglied der ARGE gegen Fluglärm und Vertreter im  Dialogforum am Flughafen Wien.)

Musikvereine
- Trachtenkapelle Trautmannsdorf[9]
- MV Sarasdorf
- MV „Einigkeit“ Stixneusiedl[10]
- MV Gallbrunn

Sportvereine
- TCST – Tennis Club Sarasdorf Trautmannsdorf
- Sportclub Sarasdorf-Trautmannsdorf/L.
- Sportverein Stixneusiedl/Gallbrunn
- 1. GTC: Erster Gallbrunner Tennisclub
- TTC Gallbrunn: Tischtennisclub Gallbrunn
- Lauf ins Leben Tri Club Ost

## Wirtschaft und Infrastruktur
Nichtlandwirtschaftliche Arbeitsstätten gab es im Jahr 2001 72, land- und forstwirtschaftliche Betriebe nach der Erhebung 1999 123. Die Zahl der Erwerbstätigen am Wohnort betrug nach der Volkszählung 2001 1276. Die Erwerbsquote lag 2001 bei 48,8 Prozent.
Insbesondere die Orte Stixneusiedl und Sarasdorf beherbergen viele Heurigenbetriebe, die abwechselnd das ganze Jahr über geöffnet sind.
Ein bestehender Windpark wurde 2014 erweitert.
Der Ort hat einen Badesee.

### Verkehr
Die beiden Ortschaften Trautmannsdorf und Sarasdorf liegen an der S-Bahn-Linie S60. In Trautmannsdorf befindet sich der Bahnhof Trautmannsdorf an der Leitha. Die Orte Stixneusiedl und Gallbrunn liegen an der Buslinie 272, welche eine Verbindung nach Wien, Schwechat und Bruck an der Leitha darstellt.

### Bildung
In Trautmannsdorf befindet sich ein Kindergarten und  eine Volksschule.

## Politik

### Gemeinderat
Der Gemeinderat hat 21 Mitglieder.
- Nach den Gemeinderatswahlen in Niederösterreich 1990 hatte der Gemeinderat folgende Verteilung: 13 ÖVP und 8 SPÖ.
- Nach den Gemeinderatswahlen in Niederösterreich 1995 hatte der Gemeinderat folgende Verteilung: 13 ÖVP und 8 SPÖ.[14]
- Nach den Gemeinderatswahlen in Niederösterreich 2000 hatte der Gemeinderat folgende Verteilung: 13 ÖVP und 8 SPÖ.[15]
- Nach den Gemeinderatswahlen in Niederösterreich 2005 hatte der Gemeinderat folgende Verteilung: 12 ÖVP und 9 SPÖ.[16]
- Nach den Gemeinderatswahlen in Niederösterreich 2010 hatte der Gemeinderat folgende Verteilung: 14 ÖVP, 6 SPÖ und 1 FPÖ.[17]
- Nach den Gemeinderatswahlen in Niederösterreich 2015 hatte der Gemeinderat folgende Verteilung: 14 ÖVP, 5 SPÖ und 2 FPÖ.[18]
- Nach den Gemeinderatswahlen in Niederösterreich 2020 hatte der Gemeinderat folgende Verteilung: 14 ÖVP, 5 SPÖ und 2 FPÖ.[19]
- Nach den Gemeinderatswahlen in Niederösterreich 2025 hat der Gemeinderat folgende Verteilung: 12 ÖVP, 6 SPÖ und 3 FPÖ.[20]

### Bürgermeister
- 1986–2007 Andreas Maurer junior (* 1945) (ÖVP)
- 2007–2020 Heinz-Christian Berthold (ÖVP)
- seit 2020 Johann Laa (ÖVP)

### Wappen
Der Gemeinde wurde 1968 folgendes Wappen verliehen: Ein blauer Schild, in dessen Grunde sich eine silberne gequaderte einjochige Brücke befindet über der drei goldene Kronen zwei zu eins gestellt schweben.

## Persönlichkeiten

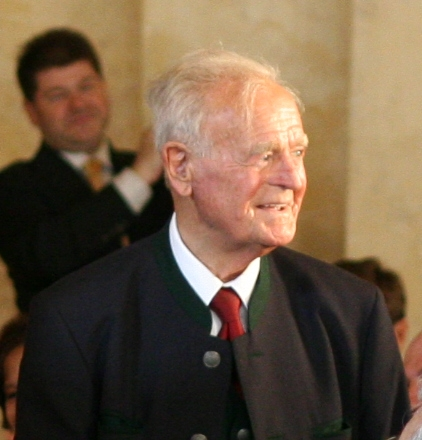
Andreas Maurer

- Andreas Maurer (1919–2010) war von 24. November 1966 bis zum 22. Jänner 1981 Landeshauptmann von Niederösterreich.[6]
- Otto Tschadek (1904–1969), österreichischer Justizminister und Landeshauptmannstellvertreter von Niederösterreich
- Joachim Moser, an der Volksoper Wien als Opernsänger tätig.
- Michael Strasser, ist ein österreichischer Extremsportler. Er erzielte Weltrekorde mit den Durchquerungen von Russland, Afrika und Amerika auf dem Rennrad.